# 汲金純
汲 金純（きゅう きんじゅん）は、中華民国の軍人。北京政府、奉天派に属した。字は海峰、殿一。通称に大英もある。

## 事績
緑林の徒から馮徳麟配下となり、奉天巡防営で軍歴を重ねた。1913年（民国2年）、陸軍第28師第56旅旅長となる。1915年（民国4年）9月、陸軍中将銜を授与された。1917年（民国6年）7月、反張作霖の兵を挙げた馮徳麟が敗北、失脚する。しかし汲金純は同年8月に張作霖から遼西臨時剿匪司令に任ぜられており、さらに同年11月、馮を後継する形で第28師師長に任命された。翌1918年（民国7年）には陸軍中将に昇進している。
1921年（民国10年）6月、汲金純は蒙疆中路総司令に起用され、同年9月には熱河都統に抜擢される。1924年（民国13年）、奉天第4軍副軍長兼第9師師長となる。1926年（民国15年）10月、安国軍第15軍軍長に任命され、その翌月には、綏遠都統に任命された。1928年（民国17年）、奉天軍の撤退とともに、山海関警備司令に任命された。後に東北辺防司令長官公署参議に異動している。1948年（民国37年）、死去。享年72。

## 注
1. ↑  徐主編（2007）、403頁による。外務省情報部編（1928）、792頁は、1912年（民国元年）とする。
2. 1 2  徐主編（2007）、403頁。
3. 1 2  外務省情報部編（1928）、792頁。
4. ↑  徐主編（2007）、403頁による。外務省情報部編（1928）、792頁は「同年12月」としている。